# اکسل هونت
اکسل هونِت (به آلمانی: Axel Honneth) (متولد ۱۸ ژوئیه ۱۹۴۹ در اسن) فیلسوف آلمانی، استاد پیشین دانشگاه فرانکفورت و استاد فعلی دپارتمان فلسفه دانشگاه کلمبیا است ؛ او همچنین بین سال های ۲۰۰۱ تا ۲۰۱۸ مدیر انجمن پژوهش‌های اجتماعی موسوم به مکتب فرانکفورت بوده است.هونت عمدتاً به واسطه ی طرح تئوری ارج شناسی(Recognition) شناخته می شود.

## فهرست آثار
- The Critique of Power: Reflective Stages in a Critical Social Theory(1991)[۵]
- (1995)The Struggle for Recognition: The Moral Grammar of Social Conflicts [۶]
- (2012)The I in We: Studies in the Theory of Recognition [۷]